# 贡嘎县
贡嘎县（藏語：གོང་དཀར་རྫོང，威利转写：gong dkar rdzong，藏语拼音：Konggar Zong）是中华人民共和国西藏自治区山南市下属的一个县。《明史》称公哥儿寨。藏语中意思是“寨后白山，山顶白色”。地处西藏南部、雅鲁藏布江中游河谷地带。面积2386平方公里，其中有耕地（包括林地）7.8万亩，草场面积282万亩，為山南地區農業大縣。貢嘎縣的發展較為落後，在西藏「一江兩河」（雅鲁藏布江中游、拉萨河、年楚河）地區僅屬中等發展水平。貢嘎縣為拉薩貢嘎機場所在地。常住总人口約6万人。县人民政府驻吉雄镇，与拉萨贡嘎机场和贡嘎站同列于雅鲁藏布江河谷南侧。

## 行政区划
贡嘎县下辖5个镇、4个乡：
吉雄镇、甲竹林镇、杰德秀镇、岗堆镇、江塘镇、朗杰学乡、昌果乡、东拉乡和克西乡。

## 人口
根據第七次人口普查數據，截至2020年11月1日零時，貢嘎縣常住人口為53701人。

## 交通
- 曲乃高速、 349国道
- 拉萨贡嘎机场